# The Magic Friend
A The Magic Friend című kislemez a holland 2 Unlimited duó 4. és egyben utolsó kimásolt kislemeze a Get Ready! című albumról.

## Előzmények
A Magic Friend 1992 augusztusában jelent meg, mely az utolsó 4. kimásolt dal volt a Get Ready! című debütáló albumról. Az Egyesült Királyságban megjelent változatból ismét kimaradt Ray rapbetétje, melyet többször is átszerkesztettek.
A dal számos Európai országban slágerlistás helyezést ért el. A legmagasabb helyezést Finnországban és Kanadában érte el, ahol 1. helyezett volt.
A 12-es bakelit változaton Dj Automatic és Steven Murphy megamixe is helyet kapott az eddig kislemezen megjelent slágerekből.

## Megjelenések
12"  Egyesült Királyság Black Diamond – PWLT 240
- A1 The Magic Friend (Automatic Remix) 4:23 Remix – DJ Automatic
- A2 The Magic Friend (Rio And Le Jean Mix) 5:15 Remix – Rio & Le Jean
- B1	Automatic Megamix 4:55 Dj Mix [Megamix] – DJ Automatic
- (Get Ready For This, Twilight Zone, Workaholic, The Magic Friend)
- B2	Murphy's Megamix 5:40 Dj Mix [Megamix] – Steven Murphy
- (Get Ready For This, Twilight Zone, Workaholic, The Magic Friend)

## Slágerlista
| Slágerlista(1992)                            | Legjobb helyezés |
| -------------------------------------------- | ---------------- |
| Australia (ARIA)                             | 16               |
| Austria (Ö3 Austria Top 40)                  | 26               |
| Belgium (Ultratop 50 Flanders)               | 4                |
| Canada (RPM)                                 | 26               |
| Canada Dance (RPM)                           | 1                |
| Finland (Suomen virallinen lista)            | 1                |
| Germany (Media Control Charts)               | 17               |
| Ireland (IRMA)                               | 3                |
| MTV Europe                                   | 2                |
| Netherlands (Dutch Top 40)                   | 5                |
| Spain (AFYVE)                                | 9                |
| Sweden (Sverigetopplistan)                   | 27               |
| United Kingdom (The Official Charts Company) | 11               |

| Slágerlista(1992) | Helyezés |
| ----------------- | -------- |
| Dutch Top 40      | 49       |